# Heckler & Koch PSG1
A PSG1 ("Präzisions-Scharfschützen-Gewehr") é um fuzil de precisão semiautomático (sniper) projetado e produzido pela empresa alemã Heckler & Koch.

## História
Há quem diga que esta arma foi originada no seguimento do Massacre de Munique dos Jogos Olímpicos de 1972. As unidades policiais da Alemanha Ocidental não conseguiam fazer face aos terroristas de maneira rápida o suficiente para impedir a morte de reféns, e assim, foi requisitada uma arma de alta precisão, semiautomática e de boa capacidade de disparo para o uso militar e policial. O resultado foi uma arma extremamente confiável e com uma excelente reputação, é normalmente associada a qualquer tipo de unidades de elite.

## Características
Mecanicamente, é uma arma baseada na G3, sendo esta derivada de um desenho dos anos 40, não sendo de admirar a sua robustez para uma arma de precisão. Todas as PSG1 dependem da mira telescópica. Tem uma mira telescópica Hensoldt 6×42 mm com retículo iluminado, "stock" de plástico" cano pesado "flutuante" e coronha ajustável. Uma das variantes da PSG1 é a MSG90, arma com a qual tem muito em comum excepto o suporte da mira telescópica que é um carril "Weaver" em vez de um suporte STANAG 2324, é mais leve e pequena, entre outras coisas.
Para além disso é um dos rifles semiautomáticos mais precisos do seu calibre existentes, e dado que o seu uso é maioritariamente policial que abrange alcances não superiores a 1 km, é de facto muito precisa no seu uso. É capaz de pôr 50 munições de competição num circulo com 80 mm de diâmetro a 300 m.
Quanto ao utilizador, a arma é ajustável em muitos sentidos como qualquer boa sniper o exige. A coronha de plástico é ajustável verticalmente para o suporte facial, ajustável no comprimento, o punho tem o assento da mão ajustável verticalmente, tem o grupo do gatilho ajustável para a pressão de disparo. Tem ainda na parte posterior um carril tipo T para a montagem de uma alça ou de um tripé.
Uma característica particular da PSG1 herdada da G3 é que os invólucros são ejetados com muita força para o lado, suficiente para que chegue aos 10 metros. Enquanto que num cenário policial isto dificilmente é um problema, já num cenário militar pode ser comprometedor. Para além de facilmente denunciar a posição do sniper, para um sniper que queira cobrir os seus rastros pode ser difícil encontrar os invólucros usados.
A PSG1A1 de 2006 traz duas grandes diferenças. Uma delas é a rotação do encalhe da culatra no sentido contrário ao dos ponteiros do relógio, que tornava-se problemático quando se queria usar miras telescópicas maiores, e a substituição da mesma, a mira telescópica Hensoldt 6x42 que tem um alcance de 600 m e as baterias são difíceis de recarregar e de encontrar substituição. A alternativa encontrada foi mira Schmidt & Bender 3-12x50